# Lus-la-Croix-Haute
 Lus-la-Croix-Haute  es una población y comuna francesa, en la región de Ródano-Alpes, departamento de Drôme, en el distrito de Die y cantón de Châtillon-en-Diois.

## Demografía
| 573 | 487 | 479 | 412 | 428 | 437 |
| Para los censos de 1962 a 1999 la población legal corresponde a la población sin duplicidades (Fuente: INSEE [Consultar]) |     |     |     |     |     |